# Nanomantoidea

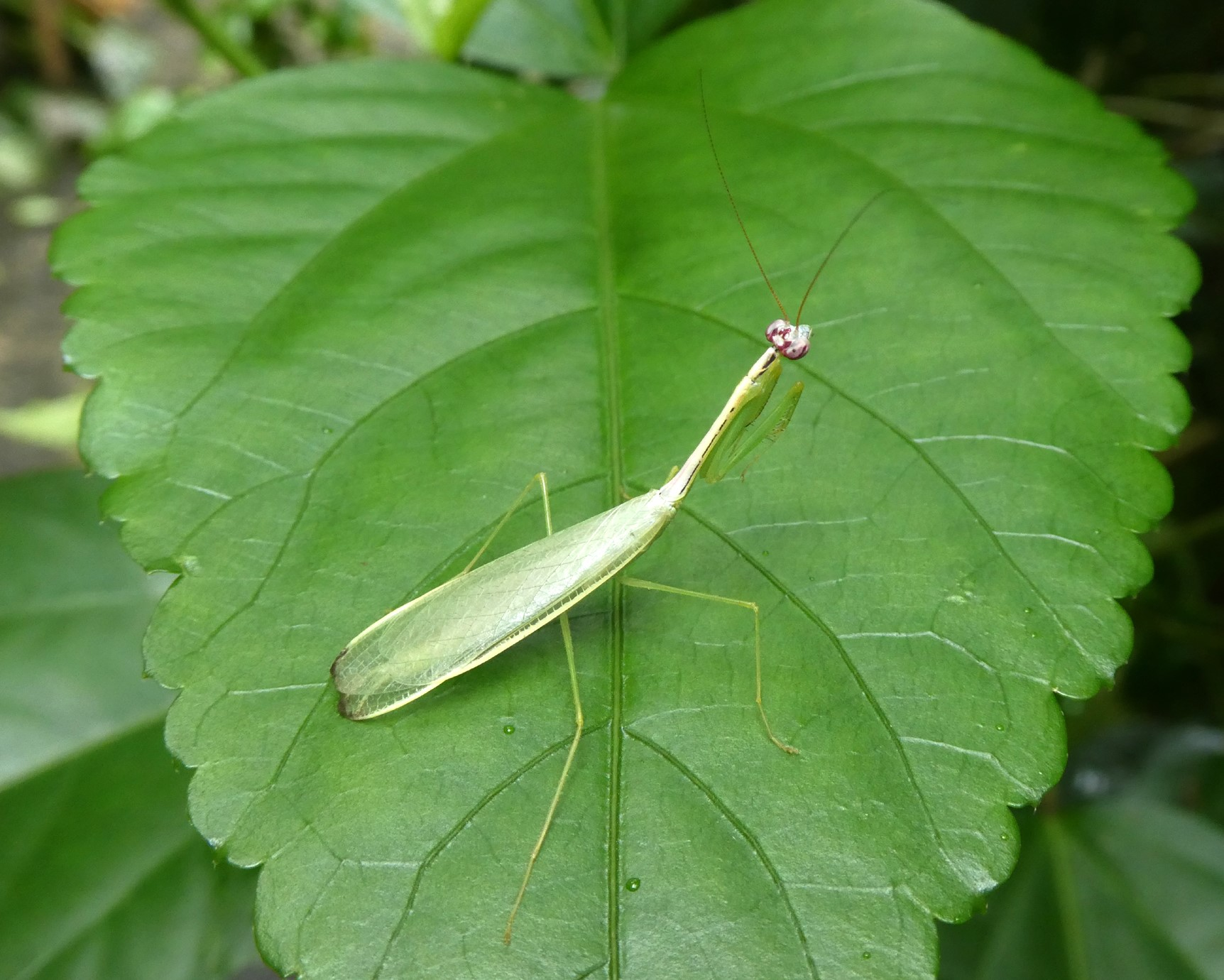
Leptomantella tonkinae z rodziny Leptomantellidae

Nanomantoidea – nadrodzina modliszek z podrzędu Eumantodea i infrarzędu Schizomantodea.

## Morfologia
Modliszki o niewielkich rozmiarach ciała. Głowa pozbawiona jest wyrostka ciemieniowego, ma natomiast wyraźne, nierzadko wystające poza jej obrys nabrzmiałości okołooczne. Tułów miewa rozszerzenia nadbiodrowe od słabo zaznaczonych po dobrze wyrażone. Przedplecze u Hapalomantinae i Tropidomantinae odznacza się obecnością kila na metazonie. U samców obie pary skrzydeł są w pełni wykształcone, natomiast samice bywają od długoskrzydłych po całkiem bezskrzydłe. Chwytne odnóża pary przedniej mają od jednego do czterech kolców dyskoidalnych na udzie. Przysadki odwłokowe są zawsze krótsze niż połowa długości odwłoka. Wszystkie ich człony są walcowate lub ostatni jest spłaszczony. Rozważa się spłaszczenie ostatniego członu przysadek jako synapomorfię grupy, co oznaczałoby, że cecha ta wtórnie zanikła u licznych linii rozwojowych.
W pierwotnym planie budowy Nanomantoidea genitalia samca są stosunkowo uproszczone, o słabo zesklerotyzowanych fallomerach, wykształconych w formie niewielkich płatów wtórnych wyrostkach dystalnych środkowym i bocznym, dość krótkim titillatorze i słabo zesklerotyzowanej, niezmodyfikowanej apofizie falloidalnej. Od tego planu odeszły na rzecz większej komplikacji takie grupy jak Amorphoscelinae i Stenomantini. U niektórych grup, w tym Hapalomantinae i części Fulcininii, doszło do rozdwojenia apofizy falloidalnej na płat przedni tylny, ale są też takie taksony, u których uległa ona znacznemu uwstecznieniu.

## Rozprzestrzenienie
Zasięg nadrodziny obejmuje krainy australijską, orientalną, palearktyczną, etiopską i madagaskarską. W Palearktyce owady te ograniczone są do części azjatyckiej i reprezentowane tylko przez dwa rodzaje – Perlamantis i Amorphoscelis.

## Taksonomia
Do nadrodziny tej zalicza się trzy rodziny:
- Amorphoscelidae Stål, 1877
- Leptomantellidae Schwarz et Roy, 2019
- Nanomantidae Brunner de Wattenwyl, 1893

Nanomantidae przypuszczalnie zajmują pozycję siostrzaną dla Amorphoscelidae. Synapomorfią tworzonego przez te dwie rodziny kladu ma być utrata jednego kolca dyskoidalnego na udzie odnóża chwytnego.